# Dorian-Holtzer Jackson & Cie
Dorian-Holtzer Jackson & Cie est une entreprise française du XIXe siècle et du début du XXe siècle, d'abord spécialisée dans la production de faux et de faucilles en acier fondu (près de la moitié de la production nationale vers 1860), puis devenue un poids-lourd de la métallurgie. Elle connut de nombreux avatars en fonction des rachats et transformations de statuts. Devenue société anonyme en 1916, elle se fond en 1953 dans la Compagnie des ateliers et forges de la Loire (CAFL), qui elle-même fusionnera dans Creusot-Loire.

## Débuts
En 1843, Pierre-Frédéric Dorian (1814-1873) fonde avec Paul Dumaine une fabrique de faux et faucilles en acier fondu dans la vallée de Rochetaillée, sur la commune de Planfoy (Rhône-Alpes, au sud de Saint-Étienne]. La société en nom collectif se transforme en commandite simple en juin 1846 sous la raison, Dumaine, Dorian & Cie pour une durée de neuf ans, grâce au financement d'un fabricant de rubans. En 1849, P.-F. Dorian se retrouve seul propriétaire de l’usine des Ballaires en rachetant les parts de son associé. L’usine emploie alors 80 ouvriers, utilise sept moteurs hydrauliques et produit 80 000 faux et 20 000 faucilles et reçoit une médaille d’argent à l’exposition industrielle. Installés à Unieux, tout près de Firminy, les établissements Jacob Holtzer deviendront un pôle de la tradition fécondé par la science.

## Second Empire et Troisième République
Par acte sous seing privé des 26 et 31 octobre 1856, la Gerbe, société en commandite par actions, sous la raison Jackson, Gerin, Dorian & Cie pour la fabrication de faux et de faucilles réunit l’usine de la Terrasse, appartenant à l'industriel britannique James Jackson, l’usine de Rochetaillée et celles de Haute-Loire (Pont-Salomon).
La production de faux en Haute-Loire était jusqu’alors dispersée entre de petits ateliers installés à Aurec-sur-Loire, Saint-Ferréol et Saint-Didier-en-Velay, occupant une trentaine d’ouvriers. La constitution de la nouvelle société en 1856 entraîne, à Pont-Salomon, la construction d’une nouvelle fabrique sur les bords de la Semène, achevée en 1858, et agrandie en 1868 et 1869. Elle assure, vers 1862, la moitié de la production nationale de faux et faucilles. En 1863, la famille Gerin se retire et cède ses parts à Dorian et Holtzer. La raison sociale devient alors Dorian-Holtzer Jackson & Cie, avec le statut de société en nom collectif.
Celle-ci est dirigée conjointement par Jules Holtzer et Pierre-Frédéric Dorian. En 1876, le gendre de Dorian, le député radical Paul Ménard-Dorian, assure la gérance. Les travaux de Jean-Baptiste Boussingault puis de Brustlein permettent la mise au point d’aciers spéciaux (les aciers au chrome, au tungstène). Cela permet à l'entreprise de développer la fabrication des canons, des projectiles, des blindages et même de cloches. 
En 1887, après le retrait de Charles Dorian, Louis Holtzer devient cogérant avec P. Ménard-Dorian, et, sous leur direction, l’entreprise connaît une période particulièrement brillante : en 1897, l'entreprise emploie 1 500 ouvriers. Elle est l'une des premières à introduire la métallurgie électrique, utilisant le procédé Keller et installant le premier haut-fourneau électrique à Livet (Isère).
Au décès prématuré de Louis Holtzer (1894), son frère Marcel, petit-fils de Jean-Baptiste Boussingault, lui succéda, dernier Holtzer à diriger l’entreprise : il meurt en 1916 .
En 1910 la société passe en société en commandite par actions et, en 1916 en société anonyme. Le centenaire de la fondation est célébré avec éclat en 1929. En 1953, Jacob Holtzer constitue avec les trois grandes aciéries de la région (Forges et Aciéries de la Marine, Aciéries de Saint-Étienne et Aciéries et Forges de Firminy), la Compagnie des ateliers et forges de la Loire (CAFL) devenue ensuite une composante de Creusot-Loire.

## Un patronat paternaliste
Dorian, s’inspirant de la politique de son beau-père Jacob Holtzer, fait construire des habitations pour ses ouvriers (dont la Caserne, nom porté par un bâtiment semblable à Unieux) à côté des ateliers, crée des cours du soir, des écoles gratuites, un service médical, une caisse de secours, une bibliothèque (750 ouvrages) et même une fanfare (1864). Républicain, il remplace les instituteurs congréganistes par des instituteurs laïcs (1869). Une caisse d’épargne donnant 5 % d’intérêts est alimentée par les employés qui peuvent ainsi participer aux bénéfices de l’entreprise.